# Пайсяо
Пайсяо (кит. упр. 排箫) — древний музыкальный духовой инструмент, китайский аналог флейты Пана (пан-флейты). 

## Особенности
Особенностью этого инструмента является наличие 12 бамбуковых стволов, что обеспечивает широкий диапазон звучания. При этом количество стволов может быть разным.
Этот аналог флейты включался в традиционный оркестр Древнего Китая и имел мягкое и нежное звучание. 

## История
Самый древний найденный археологами образец пайсяо изготовлен приблизительно в 1046 году до нашей эры, то есть или в конце династии Шан, или в начале династии Чжоу. Этот духовой инструмент пайсяо выставлен в музее китайских народных инструментов.
Два других древних пайсяо, сделанных из бамбука, возрастом около 2400 лет, были обнаружены в гробнице маркиза И из царства Цзэн. Оба они состояли из 13 бамбуковых трубочек, расположенных по убыванию длины. 
Со временем инструмент исчез из музыкального обихода, но в XX веке началось его возрождение. 

## Образец для новых инструментов
Пайсяо послужило прообразом для развития следующих поколений этого типа инструмента. К примеру, в Корее инструмент, называемый хангыль (hangul), произошел от пайсяо и использовался в ритуальной музыке.

## Отличие от свирели
Основное различие между китайским пайсяо и свирелями, используемыми в европейских и южноамериканских традициях, заключается в том, что в верхней части древнего китайского духового инструмента отверстия выполнены под углом или с выемками. 
Это позволяет китайскому пайсяо изменять высоту звука и быть полностью хроматическим без потери тембра, даже если входящие в комплект трубы настроены диатонически.